# با بیتلز آشنا شوید!
با بیتلز آشنا شوید! (به انگلیسی: !Meet the Beatles) دومین آلبوم منتشر شده در آمریکا از گروه راک انگلیسی بیتلز است.
مجله رولینگ استون در لیست پانصد آلبوم برتر تمام دوران که در سال ۲۰۱۲ ارائه داد، جایگاه ۵۳ را به این آلبوم اختصاص داد.

## افراد
گروه بیتلز
- جان لنون - گیتار ریتم،ساز دهنی، خوانندگی
- پل مک کارتنی - گیتار بیس، خوانندگی
- جرج هریسون - گیتار لید،خوانندگی
- رینگو استار - درام

تولید
- جرج مارتین - تهیه کننده - پیانو